# Jim Hall (piloto)
Jim Hall (Abilene, 23 de julio de 1935) es un piloto de automovilismo ya retirado, constructor de coches de carreras y dueño de un equipo. Mientras que es más conocido como constructor de coches, fue uno de los más grandes pilotos estadounidenses de su generación, con dos victorias seguidas en el Campeonato estadounidense de carreras en carretera (1964 y 1965), dos en las 500 millas de Road America (1962 y 1964), dos en el Grand Premio de coches de sport en Watkins Glen (1964 y 1965), el GP de Canadá para coches de sport en 1965, el GP del Pacífico Noroeste de 1965, y anotándose la victoria en las 12 Horas de Sebring de 1965, por delante del Ford GT40, el Ferrari 250 LM y el Shelby Cobra Daytona. Si cualquiera de todas las hazañas de Hall al volante han sido ensombrecidos por sus contribuciones fundamentales al diseño de coches de carreras a través de sus series Chaparral, en sport y en la Indy, los coches de Hall ganaron en todos los campeonatos en los que compitieron: USRRC, Can-Am, Trans-Am, Fórmula 5000, Campeonato Mundial de Sport Prototipos, Campeonato Autoweek, Campeonato Canadiense de Sport Prototipos, y las 500 Millas de Indianápolis.

## Trasfondo
Hall nació en Abilene y creció en Colorado y Nuevo México. Mientras estudiaba ingeniería en el Instituto de Tecnología de California, empezó a correr en eventos locales de coches deportivos. Tras un empleo prometido en General Motors, para trabajar en el Corvette, que no pudo llevarse a cabo causa de la recesión en los Estados Unidos a finales de los ‘50s, llegó a involucrarse con su hermano mayor Dick en los coches deportivos de Carroll Shelby en Dallas, el área al frente del importador de vehículos europeos de carretera y de competición. Esto resultó muy importante en su desarrollo como piloto y contribuyó a crear el área de venta de coches. Shelby pondría a Hall en uno de los nuevos coches de carreras, cosa que no era frecuente, Hall debía salir y ganar. Shelby tenía que jactarse de que si un principiante podía ganar, debía ser un excepcional componente del sistema. Sin embargo, pronto los aficionados de todo el suroeste empezaron a reconocer que Hall era uno de los jóvenes pilotos más prometedores del panorama deportivo estadounidense.
La habilidades de Hall generaron atención internacional en el Gran Premio de los Estados Unidos de 1960 en Riverside. Al volante de su propio Lotus-Climax que ya pasó su mejor tiempo, sorprendentemente iba quinto en la mayor parte de la carrera hasta que el diferencial empezó a ceder a pocas vueltas del final. De la trayectoria de Hall, Competition Press (hoy en día Autoweek) escribió, “Parece como si Texas tuviera otro piloto de categoría internacional listo para hacerse con el lugar de Carroll Shelby, ahora que Shelby ha anunciado su retirada.”
Al circuito de Riverside acudieron los fabricantes californianos de coches Troutman y Barnes, que estaban buscando financiación para un nuevo biplaza de motor central-delantero. Hall apoyó el proyecto y llamó al vehículo Chaparral. Tuvo éxito con el Chaparral 1, ganando la Road America 500 y otras carreras. Pero casi tan pronto como fue concluido, Hall empezó a pensar en un vehículo sucesor que él mismo construiría.

## Influencia
Es posible que ningún diseñador de la segunda mitad del siglo XX haya tenido una influencia más duradera. Hall fue pionero de los alerones, dispositivos aerodinámicos móviles, radiadores ubicados lateralmente, transmisiones semiautomáticas y estructuras compuestas de chasis monocasco, todas estas innovaciones  posteriormente adoptada por la Fórmula 1, incluso en cada coche de Fórmula 1 de hoy en día. Fue uno de los primeros en reconocer y demostrar los beneficios en las prestaciones y la rigidez torsional. El chasis de su Chaparral 2 — más tarde se le llegó a conocer como 2A para distinguirle de los subsiguientes Chaparrales — fue por diseño unas cuatro veces más rígido que los de los coches de sport que destacaban en aquel tiempo. Hall también introdujo la primera carga aerodinámica constante en un coche de carreras, el Chaparral 2J de 1970, que usaba un motor de motonieve para alimentar dos ventiladores destinados a reducir la presión del aire entre el fondo del coche y la carretera, al margen de la velocidad del coche. (Ambos alerones y los túneles de efecto suelo generan un efecto suelo que varía con la velocidad del coche.) En la Can-Am de 1970, en la carrera de Riverside, el 2J se clasificó más de dos segundos más rápido que el McLaren M8D vencedor del campeonato. El 2J fue también el primer coche dotado de faldillas selladoras, otra innovación posteriormente adoptada por la Fórmula 1. aunque fue rápidamente prohibido, el concepto “aspirador” del 2J fue copiado ocho años después por el diseñador de Fórmula 1 Gordon Murray en el Brabham BT46, que entendió el modo de burlar el reglamento. Resultó que el Brabham BT46B, ganó la única carrera en la que participó, el Gran Premio de Suecia de 1978, mostrándose claramente más rápido que el Lotus 79 de Colin Chapman, que tenía efecto suelo mediante túnel, y que aquel año conquistó el campeonato. el desarrollo de la carga aerodinámica, de los deflectores en su Chaparral 2A a los alerones móviles y por otra parte en sus Chaparral 2C, 2D, 2E, 2F, 2G y 2H al sistema de succión en su 2J, se puede sostener que fue simplemente la mayor contribución de Hall al deporte y la más copiada. En 1979, Hall también devino el primero en implantar túneles de efecto suelo en la IndyCar con su Chaparral 2K de suelo quebrado. Hoy, a causa de Hall, la carga aerodinámica es parte de las instrucciones para mejorar el diseño de coches de carreras — Fórmula 1, IndyCar, Le Mans, NHRA, NASCAR, Campeonato Mundial de Rally y muchos más — y la mayoría de los coches de carretera del altas prestaciones.
"Cuando pones carga aerodinámica en un coche, esto aumenta la tracción y le permite tomar cuevas a mucha más velocidad que la que antes era posible,” dice Hall. "Así que realmente Chaparral hizo durante unos años de varios modos. Y que una idea tuvo un tremendo efecto en el futuro de las carreras de automóviles.”

## Piloto y constructor
El primero de los auténticos Chaparrales de Jim Hall fue construido en Midland durante 1962 y 1963. Al mismo tiempo que Colin Chapman estaba construyendo el primer  monocasco de Fórmula 1, Hall estaba desarrollando coches de sport con esta estructura, de su propio diseño. Él y su compañero Hap Sharp habían explorado las principales compañías aeroespaciales de la nación en busca de los últimos avances en técnicas de fabricación. En General Dynamics se encontraron con Andy Green, que estaba diseñando carenados en fibra de vidrio para los motores del Convair B-58 Hustler, el primer bombardero supersónico del mundo. Contrataron a Green para aplicar la misma vanguardia en tecnología de componentes de fibra de vidrio, para crear con éxito el primer coche de carreras con una estructura entera de monocasco. El chasis de plástico tenía doble ventaja: era mucho más rígido que un chasis tradicional, que facilitaba mucho el manejo y era más ligero, mejorando las prestaciones en todas las dimensiones. Cuando Hall se encontró con el personal de I+D de Chevrolet, los mismos programas internos de Desarrollo Avanzado de GM, en la carrera amateur June Sprints, dentro de la Road America de 1962, eligieron mutuamente las mentes más brillantes que aportasen nuevas ideas y un resultado fue la adopción de una caja de cambios semiautomática, de “convertidor de par”.
Hoy, las cajas de cambios semiautomáticas son habituales en competición, pero cuando Hall las introdujo — y logrando la victoria — tanto espectadores como rivales quedaron igualmente desconcertados. Es aquí donde el trasfondo de la ingeniería de Hall entró en juego. “Es no solamente que requiere un esfuerzo realmente menor,” Hall explicó en un artículo que él escribió para Autocar en 1965, “sino que también nos permite mantener las dos manos en el volante, en todo momento concentrándonos totalmente en la ubicación exacta del coche en una curva, así como en el preciso momento y en qué proporción hay que frenar. Otro valor es la exactitud a la que induce a otros componentes. No es posible someter al motor a un exceso de régimen de giro o dañar la transmisión a causa de sobrecargas producidas al insertar una marcha incorrecta y otros desperfectos por falta de técnica de conducción.”
El coche que llegó a conocerse como Chaparral 2A debía haberse terminado antes, pero otra destacada actuación, esta vez al final de la temporada 1962 en el Gran Premio de México, impulsó a la escudería de Fórmula 1 British Racing Partnership (BRP) a ofrecerle un asiento para la temporada 1963. Hall aceptó la oferta, pero ni el equipo ni Hall se dieron cuenta de que BRP, que había obtenido victorias en temporadas previas, estaba iniciando su declive. No obstante, Hall logró anotarse tres puntos en el Campeonato Mundial. Su mejor resultado fue en el Gran Premio de Alemania de 1963 en Nürburgring donde terminó quinto, su primera vez en la legendaria pista.
Mientras estuvo en Europa, siguió trabajando en el 2A en el pequeño complejo tejano de Midland, del que era copropietario junto con su compañero Hap Sharp. Midland estaba muy lejos de una infraestructura establecida para carreras, pero cerca de la adecuadamente llamada vía de carreras de la serpiente cascabel que Hall y Sharp usaron como área de pruebas.
Una vez concluido, se mostró una revelación. Hall le llevó a la pole en su primera carrera, en octubre de 1963, en el GP de Los Angeles Times, con una cantera de clase internacional que incluía a los ya consagrados campeones de F1 Graham Hill y Jim Clark, y el que lo fue al año siguiente, John Surtees, y leyendas que posteriormente ingresaron en el Motorsports Hall of Fame of America: Dan Gurney, A. J. Foyt, Roger Penske, Lloyd Ruby, Parnelli Jones, Rodger Ward y Richie Ginther. Hall iba fácilmente en cabeza hasta el fuego causado por un problema eléctrico le apartó de la pista.
Durante las temporadas 1964 y 1965, Hall y Sharp (y a veces el suplente Penske, mientras Hall se recuperaba de sus heridas en un accidente en Mosport) dominaron las carreras Americanas de coches de sport con sus Chaparral 2A y más tarde los 2C (no hubo Chaparral 2B, para evitar confusión con un Corvette GS IIB conceptual de carreras de sport, diseñado por General Motors) como nadie lo había hecho anteriormente. Solamente en 1965, en 22 salidas en carreras de competición internacional de primerísima categoría, los Chaparrales sumaron 16 victorias y 16 vueltas rápidas. Hall ganó plenamente el título de USRRC en 1964 y el de clase ilimitada en 1965.
Incluso el equipo había generado grandes titulares en los inicios del año en las 12 Horas de Sebring. Hall y Sharp pusieron su Chaparral 2A en la pole, sorprendentemente 9 segundos más rápido que el vigente campeón mundial John Surtees había obtenido el año anterior en la principal factoría Ferrari. Aun así, una minoría esperaba que los Chaparrales fuesen capaces de sobrevivir al ataque de los Ford y de los Ferrari respaldados por la factoría y, mucho menos el desgaste natural de 12 horas en carrera en el severo trazado de la pista de Sebring. Ford tenía siete coches, y al volante pilotos tales como Dan Gurney, Ken Miles, Bruce McLaren, Richie Ginther y Phil Hill. El primer Ferrari le pilotaba el especialista en carreras de resistencia Pedro Rodríguez y el campeón mundial en 1962 Graham Hill. A pesar de todo, el Chaparral de Hall prevaleció, superando a los mejores especialistas mundiales en resistencia y en condiciones más bien monzónicas.
Probablemente el diseño más influyente de Hall fue el Chaparral 2E preparado para la carrera inaugural de la siguiente temporada de la Can-Am. El Chaparral 2E contaba con radiadores montados lateralmente, una caja de cambios semiautomática y otras innovaciones, pero lo que más llamó la atención a la gente fue el superarticulado alerón trasero, montado sobre un pilar a cada lado del vano motor, elevado aproximadamente al doble de la altura de la carrocería. Dijo su compañero de competición, locutor y especialista en historia de las carreras Sam Posey, “Cuando aquellos coches llegaban a los remolques de doble eje en el paddock en Bridgehampton, la gente simplemente paraba todo y sus mandíbulas llegaban al suelo. Era algo único en el mundo. Los dos coches se pasaron de moda y el mundo cambió y fuimos parte de él."
Hall había innovado en dispositivos aerodinámicos móviles con un alerón montado a poca altura en la zaga del Chaparral 2C. El 2C ganó las principales carreras, pro el alerón fue desplegado más como un deflector ajustable y funcionaba solamente en la parte trasera del coche, alterando el equilibrio del coche a la vez que proporcionaba una crucial carga aerodinámica. Para el 2E, Hall usaba un alerón simétrico crearía una mínima resistencia al avance en la posición neutra, pero una importante carga aerodinámica al inclinarse hacia abajo en las curvas. Para equilibrar el efecto, el 2E tenía también un canal ajustable en el extremo. Ambos dispositivos estaban conectados a un pedal en el puesto de conducción. Como los Chaparrales semiautomáticos solamente necesitaban pedales para acelerador y freno, el pie izquierdo del piloto estaba disponible para activar el pedal de la “carga aerodinámica”. “Con el alerón,” dijo el piloto de Chaparral Phil Hill, “podrías desgastar los frenos de todos, podrías arrinconar a todos, [y] podrías conducir por debajo de ellos. Aquello realmente era como si tuviera un extraño comportamiento en carretera.”
Estaba claro que el 2E era el coche más rápido en la carrera inaugural de la temporada Can-Am, pero la fiabilidad obtenida con el nuevo diseño impidió que las abundantes poles y vueltas rápidas generasen victorias. El 2E faltó a la primera de las seis carreras del campeonato porque el alerón aún no estaba listo y ganó solamente una de las cinco siguientes, Hill y Hall hicieron doblete en Laguna Seca en torno adonde los coches funcionaron a la perfección.
Aquel mismo año, el pequeño equipo en Midland convirtió dos de los viejos chasis para uso en carreras de resistencia en el Campeonato Mundial de Sport Prototipos. La primera repetición — el Chaparral 2D cupé — ganó en 1966 los 1000 kilómetros de Nürburgring. La segunda, el Chaparral 2F, más angular, dotado de un alerón y un conducto nasal parecido al del 2E, conquistaron el BOAC International 500 en Brands Hatch. Allí los pilotos Phil Hill y Mike Spence mandaron a casa al Ferrari 330 P4 pilotado por los ases de la F1 Jackie Stewart y Chris Amon.
“Estoy realmente orgulloso de que hayamos sido capaces de lograr estos triunfos en el Nürburgring y en Brands Hatch,” declaró Hall a Motor Sport años después. “con aquello nos divertimos mucho. Alguien me dijo que después de nuestra victoria en Nürburgring que era el primer coche estadounidense en ganar una carrera en una principal carretera europea después de 40 años y yo pensé, "¡Caray!"
Una señal del respeto a nivel mundial hacia el talentoso modo de pilotaje de Hall vino en mayo de 1968 cuando Spence perdió la vida en un severo accidente durante unas pruebas en Indianápolis al volante de uno de los revolucionarios Lotus 56 a turbina diseñados por Colin Chapman. Los tres pilotos que en un principio fueron llamados a participar en la carrera formaban un virtual “super equipo:” el bicampeón mundial Jim Clark, el que entonces se forjaba su segundo título mundial Graham Hill y el posterior tricampeón mundial Jackie Stewart. Después de que tanto Clark como su suplente, Spence, perdieron sus vidas y Stewart resultó herido en diversos accidentes, el equipo se dirigió hacia Hall, a pesar de que él nunca anteriormente se había puesto al volante de un coche de la Indy. Hall renunció.
Fue en otro desarrollo del 2E, llamado 2G, en el que la carrera de Hall como piloto entró en un final prematuro. En la última carrera de la  Can-Am de 1968, que tuvo lugar en Las Vegas, Hall estaba a punto de adelantar tras una imprevista parada en boxes de Lothar Motschenbacher, que iba segundo, cuando el McLaren de este último sufrió un grave fallo en la suspensión. El Chaparral de Hall saltó por encima del malogrado McLaren a más de 100 MPH (161 km/h) y se estrelló en el desierto. Hall sobrevivió, pero sus rodillas en particular fueron seriamente dañadas. Fue seis meses antes de que pudiese caminar de nuevo. Hizo un breve regreso a la competición durante la temporada 1970 de la Trans-Am, con un Camaro de su propio equipo, pero mientras la velocidad aún estaba a varias vueltas, ya se veía incapaz de mantener el ritmo anterior hasta el final de la carrera.
Aquel mismo año Hall introdujo su definitivo competidor en la Can-Am, el Chaparral 2J con efecto-suelo aspirado, que fue completamente más rápido que cualquier otro coche del campeonato. A pesar de que el Sports Car Club of America lo había declarado legal antes y después de la temporada, otras escuderías hicieron presión contra esta decisión y finalmente persuadieron a la FIA, el organismo sancionador a nivel mundial, para prohibirlo. Disgustado, Hall abandonó el campeonato y y las carreras en general. Años después, el máximo vencedor de la Can-Am de todos los tiempos, Denny Hulme, parte de la escudería McLaren que encabezaba los esfuerzos para prohibir el 2J, dijo, “Fue la cosa más estúpida que hicimos, y fue el primer gran paso que dimos hacia el exterminio jamás concebido de los grandes campeonatos del deporte del automóvil.”

## Gerente de equipo
Hall, después de haberse alejado del deporte durante varios años, el importador de Lola Carl Haas se acercó a él con una proposición: Vamos a las carreras de la Indy. Haas dotaría de patrocinadores y coches (Lolas), Hall podría concentrarse en administrar el equipo. Aquello atrajo a Hall y de esto resultó el dúo Haas-Hall Racing. Cuando el dinero resultó insuficiente para ir a la Indy, se mudaron a la SCCA Fórmula 5000 de monoplazas.
Haas-Hall racing fue virtualmente imparable a lo largo de la década, ganando tres títulos seguidos en la F5000, con Brian Redman al volante hasta que el campeonato evolucionó hacia la segunda generación de Can-Am, con lo cual el equipo ganó cuatro campeonatos más. Entre los dos certámenes, desde 1974 a 1980, la alianza recolectó siete títulos seguidos.
Llegando al final de temporada, el patrocinio para hacer la Indy sí se materializó, y Hall empezó a enfocarse en esa parcela. Los resultados fueron de nuevo inmediatos. En 1978, el inicio de su participación en la Indy se saldó con la primera plaza y siendo aún el único equipo en lograr la Triple Corona de la Indy, con victorias en las 500 millas de Indianápolis, Pocono 500 y la California 500.
Pero el éxito en las carreras de larga distancia ocultaba los fallos en el chasis Lola, y Hall decidió un último intento en la construcción del coche. Encomendó al joven y prometedor diseñador John Barnard para hacerse cargo de su visión de un nuevo tipo de coche de la Indy, basado en el efecto suelo, previamente introducido en el Lotus 78 de Colin Chapman. De esto resultó el Chaparral 2K, apodado el “Submarino amarillo” por ser éste el color de la entidad patrocinadora Pennzoil, cambió la faz de la Indy. El primer “coche túnel” de la Indy dominó las 500 millas de Indianápolis en 1979, con Al Unser al volante hasta que un problema de transmisión le apartó de la carrera. Regresó al año siguiente y no solamente ganó las 500, sino que también conquistó el campeonato CART IndyCar World Series en 1980, con Johnny Rutherford como piloto.
Tras la temporada 1981, Hall permaneció de vez en cuando en la Indy, con un Lola adquirido en almacén y chasis de Reynard, cosechando más victorias y podios con diversidad de pilotos, incluyendo John Andretti y Gil de Ferran. Hall se retiró del deporte tras la temporada 1996.

## En la cultura popular
Durante los años '60, la popularidad de Hall transcendió más allá de la prensa entusiasta del motor, en la que él y sus coches eran temas habituales. Tanto Sports Illustrated como Newsweek le pusieron en portada. Shell le dio protagonismo en su publicidad. Coca-Cola le puso en un anuncio de TV.
Incluso tuvo una mayor presencia en los hogares a lo largo y ancho de los Estados Unidos gracias a un innovador acuerdo con Modelos Cox, una entidad fabricante de coches de slot con sede en Santa Ana, California. Cox adquirió los derechos para reproducir los modelos Chaparral y entrar en la moda de los coches de slot. Según el  experto en coches de slot Philippe de Lespinay, los Chaparrales de Cox “Autorizados por Jim Hall” fueron los coches de slot a escala 1/24 más populares de todos los tiempos. Tan embelesados quedaron los niños estadounidenses con Hall y sus coches que cuando crearon el Chaparral 2A en versión slot, Cox tuvo un maniquí dentro del coche con el rostro del piloto para parecerse a Hall.

## Legado
Un ala entera del Museo Petrolífero de la Cuenca Pérmica en Midland está dedicado a Hall y la historia de Chaparral, e incluye siete de los coches de carreras que han sido restaurados: el 2A, 2D, 2E, 2F, 2H, 2J y 2K. Cada coche es periódicamente conducido para mantenerlo en las adecuadas condiciones de funcionamiento y conceder al público una ocasión para verles en acción.
Hall y sus coches han sido presentados en la mayoría de los principales concursos y eventos de carreras de clásicos. fue nombrado Grand Marshal de la Competición Internacional Brian Redman en Road America en 2001, y Hall y sus Chaparrales fueron presentados en el Concurso de Elegancia de la Isla de Amelia en 2003, y las Carreras de Automóviles Históricos de Monterey en 2005. Internacionalmente, Hall y sus Chaparrales son invitados habituales en el Festival de Velocidad de Goodwood.
En Laguna Seca, última carrera del American Le Mans Series en 2009, el antiguo piloto Gil de Ferran pintó su Acura ARX-02a para asemejarle a Chaparral en homenaje a Hall, incluso con el número 66 que le fue asignado a Hall. Al modo de los libros de cuentos, de Ferran fue el primero en parrilla y en carrera, junto con el vencedor de las 500 Millas de Indianápolis de 2019 Simon Pagenaud.
En el Salón del Automóvil de Los Ángeles de 2014, General Motors estrenó el Chaparral 2X, un homenaje futurista al carácter de Chaparral, “desarrollado exclusivamente para fanes de los juegos de carreras PlayStation® 3 y Gran Turismo® 6.” Este modelo conceptual fue engalanado con el número en competición de Hall y según el autor de estos juegos, captó “el espíritu del asombroso legado que aportó Jim Hall a la innovación en el deporte del motor.”

## Premios
- Hall fue incluido en el Salón Americano de la Fama del deporte del motor[10] en 1994.
- Hall fue incluido en el Salón Internacional de la Fama del deporte del motor en 1997.
- Hall fue incluido en el Salón de la Fama de deportistas tejanos en 2000.
- Hall recibió el premio de alumno Distinguido Caltech en 2001.
- Hall fue incluido en la clase inaugural del Salón de la Fama de Sebring en 2002.
- Hall fue incluido en el Salón de la Fama del deporte del motor en Texas en 2005.
- Hall fue incluido en el Salón de la Fama del Autódromo de Indianápolis en 2008.
- Hall fue incluido en el Salón de la Fama del Sports Car Club of America en 2012.
- Hall recibió honores del Road Racing Drivers Club en el Gran Premio de Long Beach de 2012 con “una tarde con Jim Hall presentada por Firestone.”

## Resultados

### Fórmula 1
(Clave) (negrita indica pole position) (cursiva indica vuelta rápida)

| Año     | Escudería                  | 1       | 2       | 3     | 4      | 5     | 6     | 7     | 8       | 9     | 10    | Pos. | Puntos |
| ------- | -------------------------- | ------- | ------- | ----- | ------ | ----- | ----- | ----- | ------- | ----- | ----- | ---- | ------ |
| 1960    | Jim Hall                   | ARG     | MON     | 500   | NED    | BEL   | FRA   | GBR   | POR     | ITA   | USA 7 | NC   | 0      |
| 1961    | Jim Hall                   | MON     | NED     | BEL   | FRA    | GBR   | GER   | ITA   | USA Ret |       |       | NC   | 0      |
| 1962    | Jim Hall                   | NED     | MON     | BEL   | FRA    | GBR   | GER   | ITA   | USA DNS | RSA   |       | NC   | 0      |
| 1963    | British Racing Partnership | MON Ret | BEL Ret | NED 8 | FRA 11 | GBR 6 | GER 5 | ITA 8 | USA 10  | MEX 8 | RSA   | 12.º | 3      |
| Fuente: |                            |         |         |       |        |       |       |       |         |       |       |      |        |

#### Fuera del campeonato
| Año  | Escudería                  | 1     | 2     | 3   | 4   | 5   | 6       | 7       | 8   | 9     | 10  | 11  | 12      | 13  | 14  | 15  | 16  | 17  | 18    | 19  | 20  |
| ---- | -------------------------- | ----- | ----- | --- | --- | --- | ------- | ------- | --- | ----- | --- | --- | ------- | --- | --- | --- | --- | --- | ----- | --- | --- |
| 1962 | Jim Hall                   | CAP   | BRX   | LOM | LAV | GLV | PAU     | AIN     | INT | NAP   | MAL | CLP | RMS     | SOL | KAN | MED | DAN | OUL | MEX 4 | RAN | NAT |
| 1963 | British Racing Partnership | LOM 6 | GLV 4 | PAU | IMO | SYR | AIN Ret | INT Ret | ROM | SOL 6 | KAN | MED | AUT Ret | OUL | RAN |     |     |     |       |     |     |

### Can-Am
(Clave) (negrita indica pole position) (cursiva indica vuelta rápida)

| Can-Am  | Team                | Coche        | Motor     | 1       | 2       | 3       | 4       | 5     | 6       | 7   | 8   | 9   | 10  | Pos. | Puntos |
| ------- | ------------------- | ------------ | --------- | ------- | ------- | ------- | ------- | ----- | ------- | --- | --- | --- | --- | ---- | ------ |
| 1966    | Chaparral Cars      | Chaparral 2E | Chevrolet | MTR DNA | BRI DNS | MOS Ret | LAG2    | RIV2  | LVGRet  |     |     |     |     | 5.º  | 12     |
| 1967    | Chaparral Cars      | Chaparral 2G | Chevrolet | ROA 4   | BRI Ret | MOS DNA | LAG 2   | RIV 2 | LVG Ret |     |     |     |     | 5.º  | 15     |
| 1968    | Chaparral Cars Inc. | Chaparral 2G | Chevrolet | ROA 5   | BRI 2   | EDM11*  | LAG DNS | RIV 3 | LVG Ret |     |     |     |     | 4.º  | 12     |
| 1970    | Chaparral Cars Inc. | Chaparral 2J | Chevrolet | MOS DNA | MTR     | WGL     | EDM DNA | MDO   | ROA     | ATL | BRA | LAG | RIV | NC   | 0      |
| Fuente: |                     |              |           |         |         |         |         |       |         |     |     |     |     |      |        |

* Junto con la vuelta rápida.

## Victorias de Jim Hall Racing en USAC/CART
| #  | Año  | Fecha           | Autoridad | Pista / Carrera                   | N.º | Piloto ganador    | Chasis       | Motor                    | Neumáticos | Parrilla | Vueltas en cabeza |
| -- | ---- | --------------- | --------- | --------------------------------- | --- | ----------------- | ------------ | ------------------------ | ---------- | -------- | ----------------- |
| 1  | 1978 | 28 de mayo      | USAC      | Indianápolis 500 (O)              | 2   | Al Unser          | Lola T500    | Cosworth DFX V8t         | Goodyear   | 5        | 121               |
| 2  | 1978 | 25 de junio     | USAC      | Pocono 500 (O)                    | 2   | Al Unser          | Lola T500    | Cosworth DFX V8t         | Goodyear   | 10       | 65                |
| 3  | 1978 | 3 de septiembre | USAC      | Ontario 500 (O)                   | 2   | Al Unser          | Lola T500    | Cosworth DFX V8t         | Goodyear   | 7        | 74                |
| 4  | 1979 | 20 de octubre   | CART      | Phoenix International Raceway (O) | 2   | Al Unser          | Chaparral 2K | Cosworth DFX V8t         | Goodyear   | 2        | 138               |
| 5  | 1980 | 13 de abril     | CART      | Ontario (O)                       | 4   | Johnny Rutherford | Chaparral 2K | Cosworth DFX V8t         | Goodyear   | Pole     | 74                |
| 6  | 1980 | 25 de mayo      | CART      | Indianápolis 500 (O)              | 4   | Johnny Rutherford | Chaparral 2K | Cosworth DFX V8t         | Goodyear   | Pole     | 118               |
| 7  | 1980 | 13 de julio     | CART      | Mid-Ohio Sports Car Course (R)    | 4   | Johnny Rutherford | Chaparral 2K | Cosworth DFX V8t         | Goodyear   | 4        | 19                |
| 8  | 1980 | 20 de julio     | CART      | Míchigan (O)                      | 4   | Johnny Rutherford | Chaparral 2K | Cosworth DFX V8t         | Goodyear   | 2        | 62                |
| 9  | 1980 | 10 de agosto    | CART      | Milwaukee Mile (O)                | 4   | Johnny Rutherford | Chaparral 2K | Cosworth DFX V8t         | Goodyear   | Pole     | 63                |
| 10 | 1981 | 22 de marzo     | CART      | Phoenix International Raceway (O) | 1   | Johnny Rutherford | Chaparral 2K | Cosworth DFX V8t         | Goodyear   | 3        | 68                |
| 11 | 1991 | 17 de marzo     | CART      | Gold Coast Indy 300 (S)           | 4   | John Andretti     | Lola T91/00  | Chevrolet 265A V8t       | Goodyear   | 9        | 4                 |
| 12 | 1995 | 17 de marzo     | CART      | Laguna Seca Raceway (R)           | 8   | Gil de Ferran     | Reynard 95i  | Mercedes-Benz IC108B V8t | Goodyear   | 3        | 54                |
| 13 | 1996 | 30 de junio     | CART      | Grand Prix of Cleveland (S)       | 8   | Gil de Ferran     | Reynard 96i  | Honda HRH V8t            | Goodyear   | 7        | 34                |